# Automóveis Lumimari

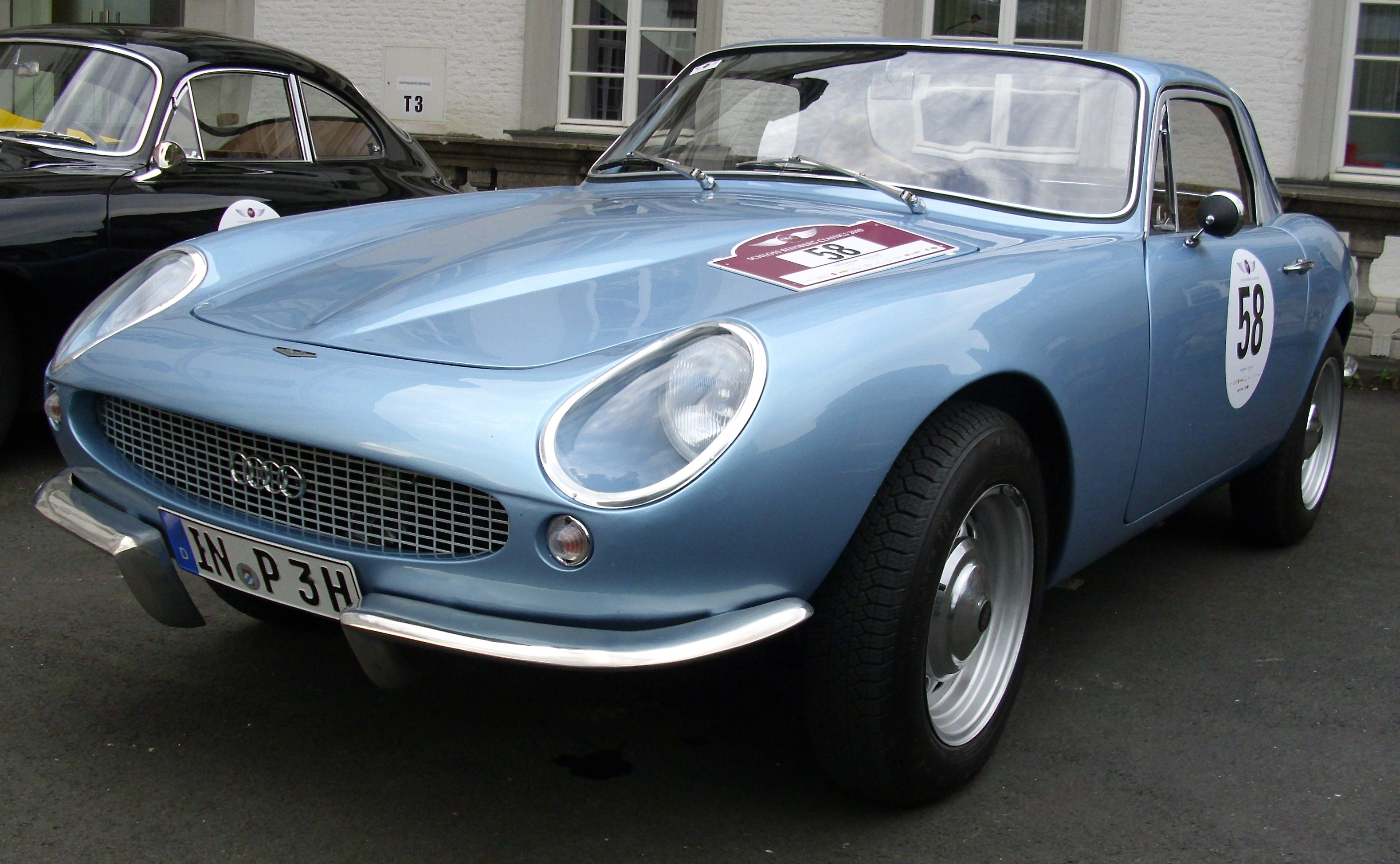
GT Malzoni

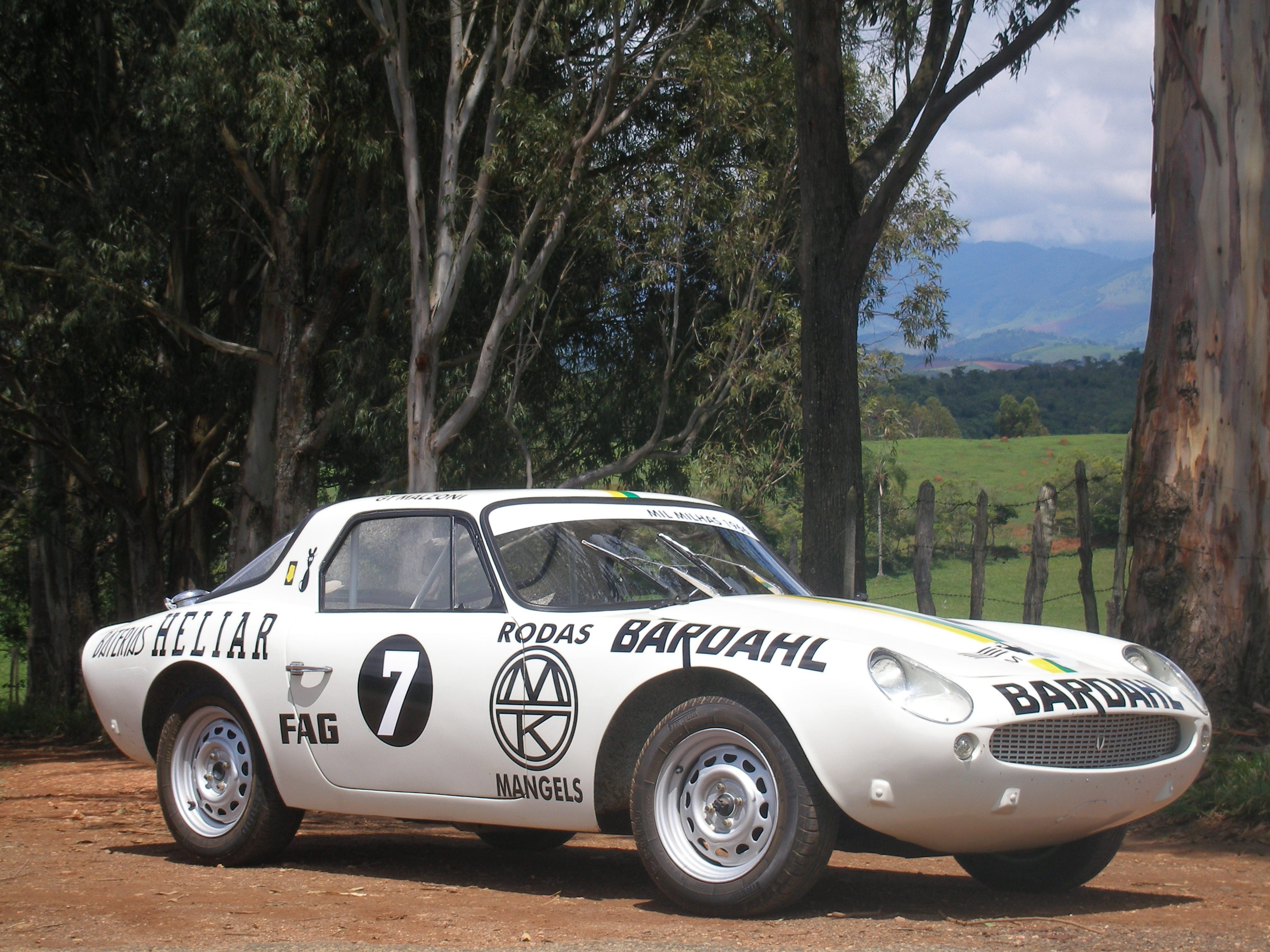
GT Malzoni

Sociedade de Automóveis Lumimari Ltda. war ein brasilianischer Hersteller von Automobilen.

## Unternehmensgeschichte
Luís Roberto Alves da Costa, Milton Masteguin, Mário César de Camargo Filho und Genaro Rino Malzoni gründeten 1964 das Unternehmen. Die Firmierung enthielt jeweils die ersten beiden Buchstaben ihrer Rufnamen. Der Unternehmenssitz befand sich zunächst in Matão und ab 1965 in São Paulo. Sie begannen mit der Produktion von Automobilen. Der Markenname lautete Malzoni, gelegentlich auch als DKW-Malzoni oder GT Malzoni bezeichnet. 1966 endete die Produktion. Insgesamt entstanden etwa 35 oder 43 bis 45 Straßenfahrzeuge
Puma gilt als Nachfolger der Marke.
Kiko Malzoni, der Sohn von Genaro Malzoni, brachte in den 1970er Jahren mit seinem Unternehmen Malzoni erneut ein Fahrzeug der Marke Malzoni auf den Markt.

## Fahrzeuge
Das einzige Modell war der GT Malzoni. Dies war ein Coupé. Die Basis bildete ein Fahrgestell von Vemag, das um 23 cm gekürzt wurde. Ein Dreizylinder-Zweitaktmotor von Vemag war vorne im Fahrzeug montiert und trieb die Vorderräder an. Er hatte 74 mm Bohrung, 76 mm Hub und 981 cm³ Hubraum. In den Straßenfahrzeugen leistete er 60 PS bis 68 PS, in den Rennausführungen rund 100 PS. Die Karosserie bestand bei den Prototypen aus Stahl, bei den Serienfahrzeugen aus Fiberglas. Die Fahrzeuge waren bei einem Radstand von 222 cm 390 cm lang, 170 cm breit und 130 cm hoch.